# تعاقب (جيولوجيا)
التعاقب في الجيولوجيا هو مصطلح يقصد به مجموعة من وحدات الصخور أو الطبقات الأرضية والتي تتعاقب الواحدة تلو الأخرى في ترتيب زمني كرونولوجي.
يمكن ملاحظة التعاقب الجيولوجي بسهولة عند النظر إلى أثسام مكشوفة من حائط أو عمود جيولوجي.